# Pietro Bianchi (sollevatore)
Pietro Bianchi (Genova, 14 febbraio 1895 – Genova, 21 maggio 1962) è stato un sollevatore italiano, vicecampione olimpico nella categoria pesi medi di sollevamento pesi ai Giochi di Anversa 1920.

## Palmarès
| Anno | Manifestazione  | Sede    | Evento    | Risultato |
| ---- | --------------- | ------- | --------- | --------- |
| 1920 | Giochi olimpici | Anversa | Pesi medi | Argento   |